# انبر قفلی

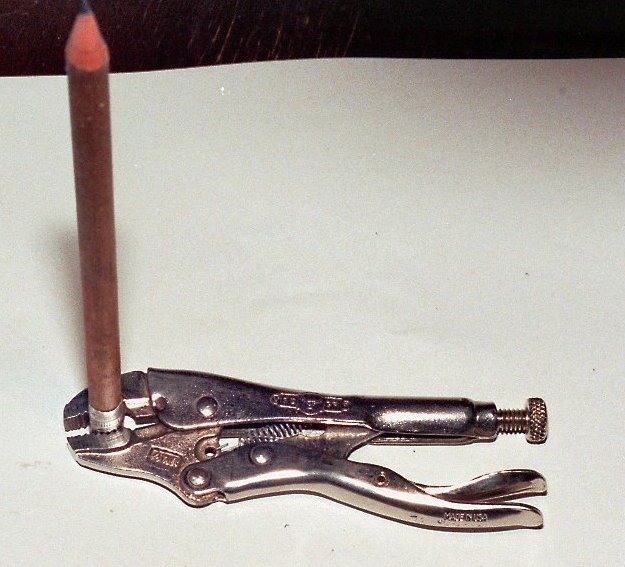
یک انبر قفلی کوچک در حال نگه‌داشتن یک مداد

انبر قفلی (به انگلیسی: Locking pliers) نوعی انبر است که می‌توان فاصلهٔ بین دو فک آن را با استفاده از پیچی که در انتهای دستهٔ آن قرار دارد تغییر داد و سپس آن را قفل کرد. کاربرد معمول این انبر درگرفتن قطعات و بازکردن پیچ‌هایی است که سر آن‌ها خراب شده‌است.

## انواع انبر قفلی
انبر قفلی معمولی در تصویر روبرو دیده‌می‌شود. انبر قفلی سرفَک که به نوع تسمه‌ای هم معروف است.
انبر قفلی مهره‌گیر که برای قفل کردن مهره مناسب است.
انبر قفلی ورق گیر که برای قفل کردن صفحات یا ورق های چوبی ، فلزی و … مناسب است .
انبر قفلی فیلتر باز کن که برای باز کردن انواع فیلتر های روغن در خودرو و ماشین آلات مناسب است .
انبر قفلی گیره ، که در سایز های مختلف به‌عنوان گیره دستی مورد استفاده قرار میگیرد .
انبر قفلی چند کاره که غیر از انبر ، در دو سمت جانبی خود چکش و میخکش هم دارد .

## تاریخچه
نخستین انبر قفلی با نام «وایز-گریپس» (به انگلیسی: Vise-Grips) در ۱۹۲۴ میلادی توسط ویلیام پترسون در دی ویت، نبراسکا اختراع شد.